# Petra Schaper Rinkel
Petra Schaper Rinkel (* 6. Februar 1966 in Braunschweig) ist eine deutsche Politikwissenschaftlerin und Innovationsforscherin. Zwischen Oktober 2023 und Jänner 2025 war sie Rektorin der Universität für angewandte Kunst Wien.

## Leben
Petra Schaper Rinkel studierte Politikwissenschaft, Germanistik und Publizistik an der Freien Universität Berlin. Nach dem Studium forschte und lehrte sie unter anderem an der Freien Universität Berlin, der Technischen Universität Berlin und der Humboldt-Universität zu Berlin.
Ab 2009 war sie als Senior Scientist am Austrian Institute of Technology (AIT) am Center of Innovation Systems & Policy tätig, wo sie ab 2017 für die Arbeitsgemeinschaft Foresight und Technikfolgenabschätzung (TA) am Österreichischen Parlament sowie für die strategische Entwicklung des Forschungsfeldes Societal Futures verantwortlich war. Von 2014 bis 2015 war sie Mitglied in der Expertengruppe der Europäischen Kommission zum Thema Foresight on Key Long-term Transformations of European systems: Research, Innovation and Higher Education. 2017 wurde sie in die Jury des Foresight Filmfestivals berufen. Im Science Center Netzwerk wurde sie 2018 Mitglied im wissenschaftlichen Beirat und 2019 Vorstandsmitglied.
2019 wurde sie Professorin für Wissenschafts- und Technikforschung des digitalen Wandels an der Universität Graz, wo sie von Oktober 2019 bis September 2022 auch als Vizerektorin für Digitalisierung und Internationalisierung fungierte und das IDea_Lab, das interdisziplinäre digitale Labor der Universität Graz initiierte. Am 12. Jänner 2023 wurde sie vom Universitätsrat der Universität für angewandte Kunst Wien als Nachfolgerin von Gerald Bast zur Rektorin der Universität für eine vierjährige Funktionsperiode ab dem 1. Oktober 2023 gewählt. Nach ihrem Rücktritt am 14. Jänner 2025 als Rektorin übernahm Maria Zettler interimistisch das Rektorat. Im Juli 2025 wurde die deutsche Architekturtheoretikerin Ulrike Kuch zu ihrer Nachfolgerin als Rektorin gewählt.
In ihrer wissenschaftlichen Arbeit beschäftigt sie sich unter anderem mit Digitalisierung und digitaler Transformation sowie gesellschaftstheoretischen Fragen bezüglich der Gestaltung von Zukunftstechnologien.

## Werk
Schaper Rinkel forscht an der Schnittstelle von Wissenschafts- und Technikforschung, Politikwissenschaft und kritischer Zukunftsforschung. Ihre Forschung verbindet die Analyse wissenschaftlich-technologischer Entwicklungen mit epistemischen und machttheoretischen Fragestellungen.
In ihrer Forschung analysiert Schaper Rinkel die Wechselwirkungen von Politik, Wissenschaft und Technologie. Sie untersucht, wie technologische Innovationen durch politische Strategien beeinflusst werden und welche Machtstrukturen dabei eine Rolle spielen. In ihrer Publikation Die europäische Informationsgesellschaft. Technologische und politische Integration in der europäischen Politik (2003) analysiert sie die Wechselwirkungen zwischen technologischer Innovation und europäischer Integration. Sie erforschte den Aufbau von gemeinsamen europäischen Infrastrukturen als Mittel der politischen Integration in Europa (Telekommunikation und Forschungspolitik).
Ein weiterer Schwerpunkt ihrer Forschung liegt auf Methoden der Zukunftsforschung, insbesondere partizipativen Foresight-Prozessen, die darauf abzielen, zukünftige Entwicklungen systematisch zu antizipieren und zu gestalten. In ihrem Artikel The role of future-oriented technology analysis in the governance of emerging technologies: The example of nanotechnology (2013) untersucht sie, wie technologische Vorausschau als Instrument in der Steuerung aufkommender Technologien eingesetzt wird.
Sie betont die Bedeutung von Foresight in der politischen Entscheidungsfindung und der Entwicklung von Forschungs-, Technologie- und Innovationspolitik.
Schaper Rinkel war maßgeblich an Projekten zur Zukunftsbeobachtung für das Österreichische Parlament beteiligt.
In ihrer aktuellen Forschung widmet sich Schaper-Rinkel der Rolle von Utopien in der Zukunftsgestaltung. Sie argumentiert, dass utopisches Denken ein methodischer Beitrag zur Entwicklung tragfähiger Zukunftsperspektiven ist. In ihrem Buch Fünf Prinzipien für die Utopien von Morgen (2020) erörtert sie, wie Utopien als Werkzeug zur Gestaltung zukünftiger Gesellschaften dienen kann.

## Kritik
Im August 2024 erschienen mehrere Artikel in der österreichischen Presse, die ihre Rolle als Rektorin der Universität für angewandte Kunst kritisierten. Darin wurde von vehementer interner Kritik am Führungsstil, dem Vorwurf schlechten Managements und einer toxischen und von Misstrauen geprägten Kommunikation berichtet. Der Universitätsassistentin  Andrea Schaffar zufolge unternahmen Schaper Rinkel und ihre Vertrauten einen Kahlschlag quer durch die Organisation. Kündigungen stünden an der Tagesordnung und missliebigen Personen würden die Budgets entzogen, um sie handlungsunfähig zu machen, so die anonymen Vorwürfe. Das Rektorat hielt in einer Stellungnahme gegenüber profil fest, es gebe „nach mehr als zwei Jahrzehnten Kontinuität im Rektorat der Angewandten zahlreiche Veränderungen, divergierende Wünsche und unterschiedliche Einschätzungen, die mit viel Dialog zwischen den Gremien der Universität zu Neuerungen führen“. Nachdem Schaper Rinkel bis Oktober 2024 für Interviews nicht zur Verfügung gestanden hatte, erschienen gleich mehrere Gespräche mit ihr, die sie unter Einbindung einer PR-Beraterin gab. Schaper Rinkel wies darin die erhobenen Vorwürfe zurück. Sie entsprächen nicht der Wahrheit.

## Publikationen (Auswahl)
- Die europäische Informationsgesellschaft. Technologische und politische Integration in der europäischen Politik. Verlag Das Westfälische Dampfboot, Münster 2003, ISBN 3-89691-542-8 (= Dissertation, FU Berlin).
- The role of future-oriented technology analysis in the governance of emerging technologies: The example of nanotechnology"; Technological Forecasting & Social Change, 80 (2013), 3; S. 444–452. doi:10.1016/j.techfore.2012.10.007
- Glücklich, leistungsfähig und kommunikativ in jeder Lebensphase? Die Frage neuropharmakologisch optimierter Lebensqualität; in: Zukunft. Lebensqualität. Lebenslang. Generationen im demographischen Wandel, R. Popp, U. Garstenauer, U. Reinhardt, D. Rosenlechner-Urbanek (Hrsg.); LIT VERLAG GmbH & Co. KG, Wien, 2013, ISBN 978-3-643-50500-2, S. 97–118.
- Fünf Prinzipien für die Utopien von Morgen, Picus Verlag, Wien 2020, ISBN 978-3-7117-3016-9.
- Ein Museum der utopischen Zukünfte. Museen als Räume für Gedankenexperimente des Spekulativen; in: blueprint for a museum. Kunsthaus Graz (Hrsg.); Verlag für moderne Kunst, Graz 2023, ISBN 978-3-99153-079-4, S. 136–142.